# Paul Anton
Paul Viorel Anton (Beszterce, 1991. május 10. –) román válogatott labdarúgó, a Győri ETO középpályása.

## Pályafutása

### Klubcsapatokban
Anton a román Gloria Bistrița akadémiáján nevelkedett; a román élvonalban 2009. augusztus 1-én mutatkozott be egy Timișoara elleni mérkőzésen. 2013 és 2015 között a szintén román élvonalbeli Pandurii Târgu Jiu, 2015 és 2017 között pedig a Dinamo București labdarúgója volt; a 2016-2017-es szezonban a spanyol másodosztályú Getafe csapatában futballozott. 2018 és 2020 között az orosz élvonalban futballozott; előbb az Anzsi Mahacskala majd a Krilja Szovetov Szamara csapatában. 2020-ban visszatért a Dinamo Bucureștihez. 2021 és 2022 között a spanyol másodosztályú Ponferradina játékosa volt, a 2022-2023-as szezonban pedig a román élvonalbeli UTA Arad csapatában játszott. 2023. júliusában bejelentették, hogy a Győri ETO  csapatához igazolt.

### A válogatottban
Többszörös román utánpótlás-válogatott. A román labdarúgó-válogatottban 2015. február 14-én debütált egy Moldova elleni barátságos mérkőzésen.

## Sikerei, díjai
Tîrgu Mureș
- Román másodosztály második: 2009–10

 Pandurii Târgu Jiu
- Román ligakupa ezüstérmes: 2014–15

 Dinamo București
- Román kupa ezüstérmes: 2015–16

 Győri ETO
- NB II második helyezett: 2023–24

## Statisztika

### A válogatottban
| Románia  | Románia    | Románia |
| Év       | Mérkőzések | Gólok   |
| -------- | ---------- | ------- |
| 2015     | 1          | 0       |
| 2018     | 8          | 0       |
| 2019     | 3          | 0       |
| Összesen | 12         | 0       |